# Bazelat
Bazelat ist eine Gemeinde in Frankreich. Sie gehört zur Region Nouvelle-Aquitaine, zum Département Creuse, zum Arrondissement Guéret und zum Kanton Dun-le-Palestel. Sie grenzt im Norden an Saint-Sébastien, im Osten an La Chapelle-Baloue, im Südosten an Lafat (Berührungspunkt), im Süden an Saint-Germain-Beaupré, im Südwesten an Saint-Agnant-de-Versillat und im Westen an Azerables. Der Abloux kommt von Azerables und fließt durch Bazelat.

## Bevölkerungsentwicklung
| Jahr      | 1962 | 1968 | 1975 | 1982 | 1990 | 1999 | 2008 | 2013 |
| --------- | ---- | ---- | ---- | ---- | ---- | ---- | ---- | ---- |
| Einwohner | 582  | 492  | 429  | 373  | 303  | 285  | 291  | 282  |

## Sehenswürdigkeiten
- Kirche Saint-Pierre-et-Saint-Paul, Monument historique

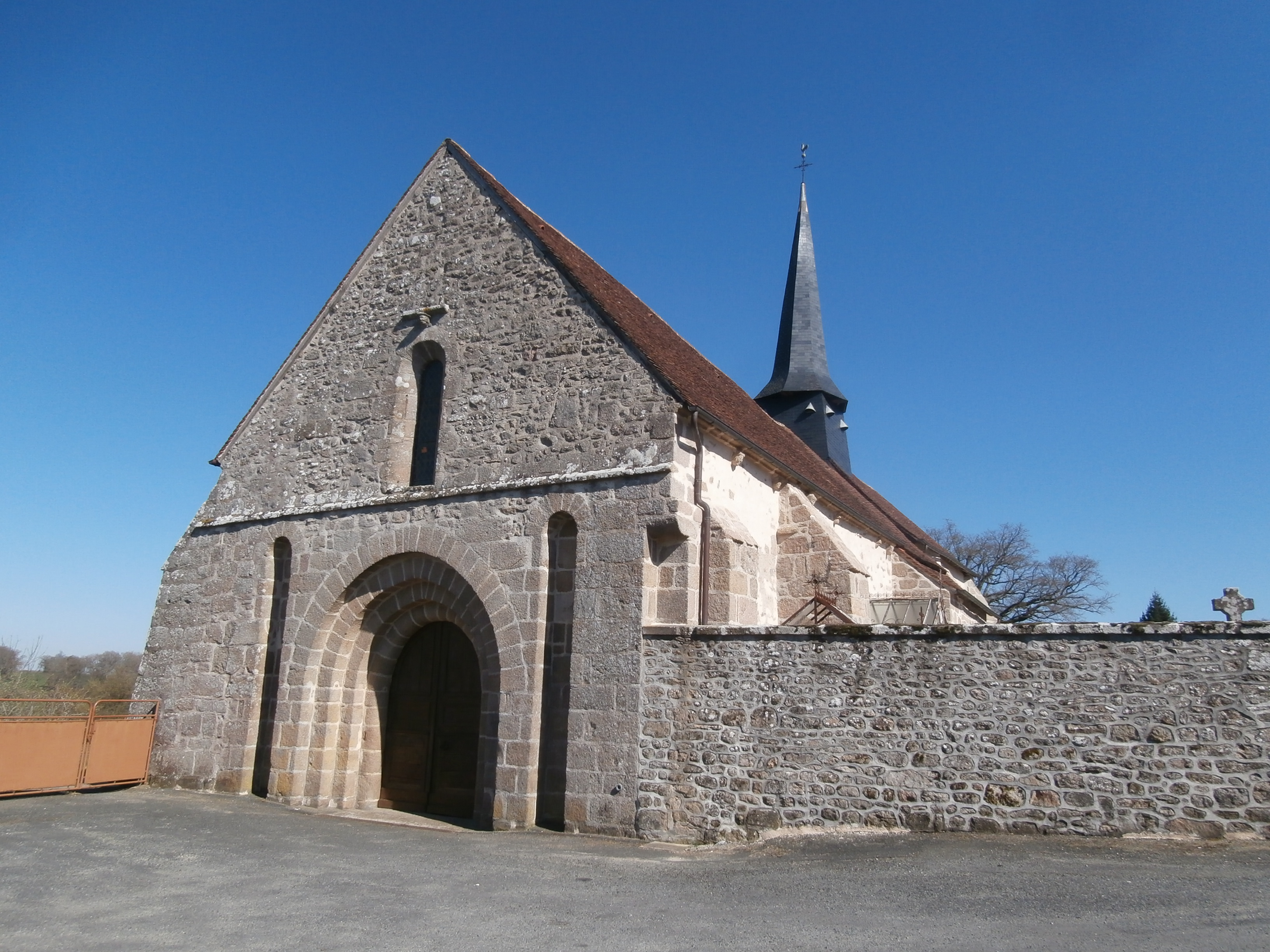
Kirche Saint-Pierre-et-Saint-Paul